# Кумысбастау
Кумысбастау (каз. Күмісбастау) — село в Тюлькубасском районе Туркестанской области Казахстана. Входит в состав Кемербастауского сельского округа. Код КАТО — 516049500.

## Население
В 1999 году население села составляло 505 человек (261 мужчина и 244 женщины). По данным переписи 2009 года, в селе проживало 498 человек (266 мужчин и 232 женщины).